# Ctenitis arthrothrix
Ctenitis arthrothrix là một loài thực vật có mạch trong họ Dryopteridaceae. Loài này được (Hook.) Tardieu miêu tả khoa học đầu tiên năm 1954.